# 鄭制宜
郑制宜（1260年—1306年），小字纳怀，元朝泽州阳城（今山西阳城县）人，郑鼎之子。
郑制宜通习蒙古语。元世祖至元十四年（1277年）袭父职，为万户。戍守鄂州，摄府事。至元二十四年（1287年），跟随月儿吕那颜东征乃颜，因战功，授任枢密院判官。又升湖广行省参知政事、内台侍御史。去安西按图籍处理圉人冒夺民田之事。担任湖广行枢密副使时，严惩群寇，有治绩。元成宗大德七年（1303年）山西地震时，亲入里巷，安抚伤者，给粟帛。官至大都留守。病故，追封泽国公，谥忠宣。